# Dietes iridioides
Dietes iridioides là một loài thực vật có hoa trong họ Diên vĩ. Loài này được (L.) Sweet miêu tả khoa học đầu tiên năm 1830.